# Maracanazo de la selección chilena
Es conocido como Maracanazo de la selección chilena, Condorazo o Bengalazo el incidente ocurrido en el Estadio de Maracaná en Brasil el 3 de septiembre de 1989, durante el partido entre las selecciones de fútbol local y Chile en la última fecha de la Clasificación de la Conmebol para la Copa Mundial de 1990.
El guardameta chileno Roberto Rojas, apodado el Cóndor, simuló haber sido herido por una bengala que fue arrojada temerariamente cerca suyo y dentro de la cancha desde la tribuna brasileña, por lo que fue marginado del fútbol profesional a los 32 años de edad y amnistiado en 2001 por la FIFA, en tanto que la Selección Chilena, al retirarse de la cancha injustificadamente, quedó inhabilitada para jugar la Clasificación de la Conmebol para la Copa Mundial de 1994, lo que según los especialistas ha sido el «mayor escándalo en la historia del deporte chileno».

## Antecedentes
Durante la Copa América de 1987, las Selecciones de Brasil y Chile formaron parte del Grupo B junto a Venezuela. Antes del debut del seleccionado chileno, la negociación de los premios entre los jugadores liderados por su capitán Roberto Rojas y el presidente de la ACF Miguel Nasur terminó a los gritos y con la amenaza del dirigente de llevarse al equipo de Argentina; tras salir de la negociación, el arquero y capitán fue reemplazado por Mario Osbén, quien rápidamente llegó a un acuerdo con la dirigencia.
Luego de que tanto Chile como Brasil derrotaran a Venezuela, por la tercera fecha, en un sorpresivo resultado, Chile ganó 4-0 a Brasil, logrando clasificar a la semifinal y dejando eliminado al Scratch.
| Copa América 1987 Grupo B; 3 de julio de 1987 | Brasil | 0:4 (0:1) | Chile                                              | Estadio Olímpico, Córdoba                                          |                                                                    |
|                                               |        | Reporte   | 41', 68' Ivo Basay · 48', 75' Juan Carlos Letelier | Asistencia: 15.000 espectadores Árbitro(s): Juan Daniel Cardellino | Asistencia: 15.000 espectadores Árbitro(s): Juan Daniel Cardellino |

Chile finalmente fue subcampeón, perdiendo la final ante Uruguay.
Para la Copa Mundial de Fútbol de 1990 en Italia, la Confederación Sudamericana de Fútbol (CONMEBOL) dispuso de 3,5 plazas de un total de 24, incluyendo a la selección de Argentina — ya clasificada por ser la campeona del Mundial de 1986—. Las nueve selecciones de la región formaron tres grupos para disputar los 2,5 cupos restantes. Los dos mejores ganadores de los grupos, de acuerdo a la puntuación obtenida, clasificaban directamente al Mundial, mientras que el peor ganador jugaría un repechaje con el ganador de la eliminatoria de Oceanía por otra plaza en el Mundial.
Así, tras un sorteo en el Hotel Plaza de Buenos Aires, quedó conformado el Grupo 3 de las clasificatorias de la Conmebol con las Selecciones de Brasil, Chile  y Venezuela. El fixture, del cual se sospecha que el entonces presidente de la Asociación Nacional de Fútbol Profesional (ANFP) Miguel Nasur arregló en desmedro de las posibilidades chilenas por la suma de US$ 100.000, determinó que el último partido sería Chile visitando a los brasileños.
En junio de 1989, la Selección Chilena comenzó su proceso de clasificación con miras al Mundial de 1990. Para dicho objetivo, el entrenador Orlando Aravena había asumido la dirección técnica de la "Roja" en 1988 a tiempo completo. Como apronte a las clasificatorias, se jugó la Copa América 1989 en Brasil, en donde Chile quedó eliminado en primera ronda. Aravena declaraba que Chile se clasificaría al Mundial y que «Sin Pelé, (Brasil) no era nada». Tras la Copa, el equipo quedó severamente cuestionado y los jugadores se percataron que no habría excusa alguna en caso de no clasificar al Mundial. 
En el partido inicial del Grupo, Brasil derrotó como visita a Venezuela por 4 goles a 0. Una semana después, Chile logró vencer en Caracas a Venezuela por 1-3, por lo que se comenzó a preparar el partido ante Brasil en el Estadio Nacional de Santiago. Antes del encuentro, los seleccionados chilenos, comandados por el arquero suplente Óscar Wirth, pidieron un aumento en los premios concertados de 20 millones de pesos. El entonces Presidente de la ANFP, Sergio Stoppel, les entregó un cheque por 18,5 millones.
Con un ambiente caldeado por las declaraciones de Aravena, quien indicó, dentro del contexto de la pelea en que Evander Holyfield venció por K.O. al boxeador brasileño Adilson "Maguila" Rodrigues, que Brasil «Así van a caer, como Maguila». Además, Aravena no permitió el ingreso a las prácticas chilenas de los enviados especiales brasileños. A través de los medios, el jugador brasileño Romário declaró «Le cerraré la boca a Aravena», ante lo que el citado respondió  «Quiero verlo ante Astengo». También declaró que el apoyo del público nacional era importante, ya que había que hacer sentir la localía, había «que hacerle sentir a los brasileños que son visitas. El partido lo ganaremos entre todos". El llamado a hacer pesar la condición de local fue escuchado por los hinchas que fueron a recibir con "gritos y amenazas" a la Selección de Brasil a su arribo al país, y la prensa destacó que «algunos brasileños mostraron cierta inquietud».[cita requerida]
| Clasificatorias de Conmebol para Italia 1990, Grupo 3; 13 de agosto de 1989 | Chile         | 1:1 (0:0) | Brasil                   | Estadio Nacional, Santiago                             |                                                        |
|                                                                             | Ivo Basay 83' | Reporte   | 56' (a.g.) Hugo González | Asistencia: 60.976 espectadores Árbitro(s): Jesús Díaz | Asistencia: 60.976 espectadores Árbitro(s): Jesús Díaz |

El 13 de agosto se jugó el partido ante Brasil. Chile hizo caso omiso a la recomendación de la FIFA en lo referido a que ambas Selecciones saltaran juntas al campo de juego, saliendo primero, ante lo cual Brasil salió luego, recibiendo una rechifla monumental que no paró inclusive durante la entonación de los Himnos. Con un juego violento por parte de ambos seleccionados, que terminó con las expulsiones de Romário, Raúl Ormeño y Orlando Aravena, no se sacaron ventaja, abriendo la cuenta Brasil con un autogol de Hugo González en una desafortunada acción, llegando a empatar gracias a una avivada de Jorge Aravena tras cobrar el árbitro del partido retención en contra del arquero Taffarel, el cual ingenuamente le pasó el balón a Aravena, quien rápidamente jugó para Ivo Basay que marcó el empate faltando diez minutos para el final. Tras el partido, la banca brasileña liderada por Sebastião Lazaroni forcejeaba con Carabineros, mientras el público del estadio les lanzaba piedras y botellas.
Expedito Teixeira, padre del Presidente de la Federación brasileña Ricardo Teixeira, falleció en Santiago 3 días tras el partido, víctima de un infarto.
Los desmanes generados por el público hicieron que la FIFA castigara con la localía a Chile para su próximo partido, trasladando el partido ante Venezuela a la ciudad de Mendoza. Esta decisión comienza a iniciar la prédica de los chilenos, alimentada por los medios de comunicación, de que la FIFA y Brasil estaban confabulados para asegurar la clasificación de estos al Mundial en desmedro de Chile, como también a levantar la narrativa del miedo de Brasil a quedar eliminado, puesto que los chilenos consideraban que enfrentando en el Estadio Nacional a Venezuela podrían obtener una diferencia de goles que los ayudara en su clasificación.
El 20 de agosto, Brasil derrotó como local a Venezuela por 6-0. Una semana después, Chile, jugando de local en el Estadio Malvinas Argentinas de Mendoza, venció por 5-0 al combinado llanero. Aun así, Chile quedaba junto a Brasil a la cabeza de la clasificación con 5 puntos, aunque la diferencia de goles permitía que el equipo brasileño clasificara, obligando a Chile a ganar el partido de vuelta, mientras que a Brasil le bastaba solo un empate para clasificar. En Teresópolis, lugar de concentración del combinado brasileño, Lazaroni indicó «No vamos a recibir a Chile con los brazos abiertos. Estoy entrenando para un juego que es una guerra».Además, la prensa chilena publicitaba el partido con incendiarios titulares.También en dicha semana se había anunciado la salida de la testera de la ANFP de su Presidente Sergio Stoppel, fuera cual fuera el resultado del partido de Brasil y Chile
El 1 de septiembre, la Selección chilena disputó un último amistoso ante la Sub-20 de Palestino. Al día siguiente, luego de una práctica matutina, a las 13:28 horas el bus de Chile sale con dirección al Aeropuerto Internacional Arturo Merino Benítez, siendo despedido por alrededor de 12 mil personas y 500 autos siguiendo el trayecto del bus, hasta llegar al aeropuerto a las 14:23.Arribaron a Río de Janeiro a las 20:08.
| Pos. | Equipo    | Pts. | PJ | PG | PE | PP | GF | GC | Dif. |
| ---- | --------- | ---- | -- | -- | -- | -- | -- | -- | ---- |
| 1.º  | Brasil    | 5    | 3  | 2  | 1  | 0  | 11 | 1  | 10   |
| 2.º  | Chile     | 5    | 3  | 2  | 1  | 0  | 9  | 2  | 7    |
| 3.º  | Venezuela | 0    | 4  | 0  | 0  | 4  | 1  | 18 | −17  |

## El hecho
El 3 de septiembre de 1989 se enfrentaron las Selecciones de Brasil y Chile en el Estadio Maracaná, en el partido definitorio para la clasificación al Campeonato Mundial de 1990. De 157.900 entradas disponibles, se vendieron 131.156. Pese a la gran cantidad de público y el clima enrarecido en los medios chilenos, reinaba un clima de absoluta normalidad. El operativo policial para apoyar a Chile contempló la participación de 1.667 efectivos de la Policía Militar, 200 de la Policía Civil y 500 Soldados del Regimiento N° 2 de Río de Janeiro. El entrenador chileno Orlando Aravena se encontraba suspendido tras su expulsión en el partido de ida ante los brasileños, por lo que vio el partido en una caseta del estadio.  
Tras un primer tiempo empatado sin goles gracias a una brillante actuación del portero chileno Roberto Rojas, el brasileño Careca abrió el marcador a los 4 minutos del segundo tiempo, resultado que causaba la eliminación del cuadro chileno, urgido de un triunfo para acceder al Mundial de Italia. En el minuto 67 del partido, desde las tribunas del estadio surge una bengala, la cual estalla entre dos a tres metros cerca de Rojas, quien se desploma y queda envuelto por el humo emanado por la bengala. Los jugadores chilenos comienzan a acercarse a Rojas mientras el humo se disipa, encontrando al arquero tanto con su rostro como con su camiseta ensangrentados. De inmediato los jugadores chilenos, liderados por el subcapitán Fernando Astengo, decidieron abandonar la cancha argumentando falta de garantías para seguir con el juego, sin que el árbitro argentino Juan Carlos Loustau pudiera convencerlos de continuar el partido. En la transmisión de TVN, Pedro Carcuro relató «Ahí está sangrando. Tremendo el aspecto que nos muestra Roberto Rojas. Es gravísimo lo que ha ocurrido... Le dio en la cara, eso es indudable. Una puntería tremenda de ese torcedor»; a su vez, Max Walter Kautz durante la transmisión de Radio Portales dijo «La bengala no le da a Roberto Rojas».
En camarines, Miguel Nasur y Alfredo Asfura señalaron la inconveniencia de retirar al equipo del partido, pero los jugadores mantuvieron su decisión, apoyados por Sergio Stoppel, quien le comunicó la decisión del retiro a los comisarios Agustín Domínguez y Eduardo Roca. 
Los jugadores y cuerpo técnico chilenos permanecieron en los vestidores cerca de tres horas para dar a conocer a los comisionados de la FIFA los hechos ocurridos en la cancha. Rojas es suturado con tres puntos de su herida. Mientras tanto, Ricardo Alfieri, reportero gráfico argentino, señaló que la bengala no le había pegado al arquero chileno, lo que le llevó insultos por parte del periodista chileno Nicanor Molinare. Luego del partido, Alfieri le entregó el rollo fotográfico de esa noche a la Confederación Brasileña de Fútbol.
| 1          | POR        | Claudio Taffarel   |  |
| 4          | DEF        | Mauro Galvão       |  |
| 2          | DEF        | Jorginho           |  |
| 3          | DEF        | Aldair             |  |
| 6          | DEF        | Ricardo Gomes      |  |
| 5          | MED        | Branco             |  |
| 11         | MED        | Valdo Condido      |  |
| 8          | MED        | Dunga              |  |
| 10         | DEL        | Paulo Silas        |  |
| 9          | DEL        | Careca             |  |
| 7          | DEL        | Bebeto             |  |
| Entrenador | Entrenador | Sebastião Lazaroni |  |

| 1          | POR        | Roberto Rojas        |     |
| 18         | DEF        | Patricio Reyes       | 63' |
| 5          | DEF        | Hugo González        |     |
| 11         | DEF        | Fernando Astengo     |     |
| 4          | DEF        | Héctor Puebla        |     |
| 2          | MED        | Alejandro Hisis      |     |
| 8          | MED        | Jaime Vera           |     |
| 6          | MED        | Jaime Pizarro        |     |
| 10         | MED        | Jorge Aravena        |     |
| 14         | DEL        | Patricio Yáñez       |     |
| 7          | DEL        | Juan Carlos Letelier |     |
| Entrenador | Entrenador | Orlando Aravena      |     |

| 9 | DEL | Ivo Basay | 63' |

| Anotado | 49' | Careca | 1–0 |

|  |

| Árbitro             | Juan Carlos Loustau |
| Árbitros asistentes | Carlos Espósito     |
| Árbitros asistentes | Francisco Lamolina  |

| 1          | POR        | Claudio Taffarel   |  |
| 4          | DEF        | Mauro Galvão       |  |
| 2          | DEF        | Jorginho           |  |
| 3          | DEF        | Aldair             |  |
| 6          | DEF        | Ricardo Gomes      |  |
| 5          | MED        | Branco             |  |
| 11         | MED        | Valdo Condido      |  |
| 8          | MED        | Dunga              |  |
| 10         | DEL        | Paulo Silas        |  |
| 9          | DEL        | Careca             |  |
| 7          | DEL        | Bebeto             |  |
| Entrenador | Entrenador | Sebastião Lazaroni |  |

| 1          | POR        | Roberto Rojas        |     |
| 18         | DEF        | Patricio Reyes       | 63' |
| 5          | DEF        | Hugo González        |     |
| 11         | DEF        | Fernando Astengo     |     |
| 4          | DEF        | Héctor Puebla        |     |
| 2          | MED        | Alejandro Hisis      |     |
| 8          | MED        | Jaime Vera           |     |
| 6          | MED        | Jaime Pizarro        |     |
| 10         | MED        | Jorge Aravena        |     |
| 14         | DEL        | Patricio Yáñez       |     |
| 7          | DEL        | Juan Carlos Letelier |     |
| Entrenador | Entrenador | Orlando Aravena      |     |

| 9 | DEL | Ivo Basay | 63' |

| Anotado | 49' | Careca | 1–0 |

|  |

| Árbitro             | Juan Carlos Loustau |
| Árbitros asistentes | Carlos Espósito     |
| Árbitros asistentes | Francisco Lamolina  |

## Luego del incidente
Una vez terminado el partido, y azuzados por declaraciones poco afortunadas del Almirante José Toribio Merino, Vicepresidente de la República de Chile  y miembro de la Junta Militar en ese momento, y del periodista Pedro Carcuro de Televisión Nacional de Chile, alrededor de 3.500 personas se congregaron frente a la Embajada brasileña, situada en la Alameda, a unos pasos del Metro Los Héroes. El edificio terminó con 44 vidrios rotos tras las protestas, además de daños en las oficinas de la aerolínea brasileña Varig. El baloncestista estadounidense Willie Whittemberg, que pasaba por allí, fue confundido con un brasileño y agredido por la turba, mientras el embajador brasileño fue al día siguiente a La Moneda a solicitar al gobierno protección para la embajada y sus emisarios luego de recibir constantes amenazas a raíz del partido. Mientras esto sucedía, la selección de Chile llegaba al Aeropuerto Internacional Arturo Merino Benítez alrededor de las 4 de la mañana del día siguiente, siendo recibidos como héroes por alrededor de 10 mil personas. Patricio Yáñez señaló que Rojas viajó junto a un grupo de jugadores cercanos en el sector donde descansaba la tripulación del avión, mientras que Fernando Astengo escuchó risas desde el lugar donde se encontraba el arquero.
Al día siguiente la FIFA y la CONMEBOL comenzaron la investigación del incidente; las imágenes de televisión mostraron que efectivamente desde la tribuna de hinchas brasileños partía una bengala hacia la zona donde se hallaba el guardameta chileno Roberto Rojas, pero esas tomas no captaban la imagen del proyectil impactando en el suelo. Sobre el incidente, el arquero chileno señaló: «Estaba muy metido en lo que acontecía en la cancha cuando, inesperadamente, ví una luz en mi costado izquierdo. Por suerte alcancé a hacerle el quite, salté, caí y desde ese instante no recuerdo nada más. Creo que me golpeó el madero de la bengala. Quedé inconsciente, muy mareado. Alcancé a sentir que perdía mucha sangre. Después sólo desperté en el camarín, cuando mis compañeros me tenían en la camilla». Pero una fotografía del periodista argentino Ricardo Alfieri, muestra que dicha bengala no caía sobre Rojas, sino más bien a poco más de un metro de distancia. Rojas fue revisado en el camarín por el médico de Chile y de Brasil y la Policía brasileña, quienes certificaron una herida cortante por una hoja de afeitar escondida en el guante. Ante la evidencia, los directivos de la CONMEBOL consideraron inaceptable la versión de Rojas sobre un «ataque» efectuado por hinchas brasileños, cuestionando el verdadero origen de la gran herida que Rojas lucía en su cabeza. Tal herida no mostraba signos de una quemadura ni rastros de pólvora, como cabía esperar si fuera causada por una «bengala», sino indicios de ser generada por un objeto cortante. No obstante, la Policía brasileña logró identificar y arrestar a quien lanzó dicha bengala al campo de juego: una aficionada de 24 años de nombre Rosenery Mello do Nascimento, quien alcanzó una breve fama como la Fogueteira do Maracanã, posó para la revista Playboy años después y falleció en 2011. Durante los días siguientes, diarios y revistas chilenos publicaron despectivas notas hacia la FIFA y hacia Havelange, quien incluso fue representado en la revista Minuto 90 como un gangster luego de que corrieran rumores de que surgiría una candidatura suya al Premio Nobel de la Paz; por su parte, el diario La Tercera titulaba en la portada de la sección de Deportes del 4 de septiembre «Brasileños Salvajes».
Al aumentar las pesquisas sobre la verdad de los hechos, parecía evidente para las autoridades de la CONMEBOL que la herida del guardameta chileno había sido fingida y no había sido causada por algún objeto lanzado desde las tribunas. Los delegados brasileros consiguen que el fotógrafo Alfieri entregue a la CONMEBOL —horas después del partido— copias ya reveladas de las imágenes, demostrando que cuando Rojas caía al suelo no era impactado por algún proyectil y que la "herida" del golero chileno era falsa.  En paralelo, se pudo conocer que el entrenador chileno Orlando Aravena pidió a Rojas y al médico Daniel Rodríguez quedarse en el terreno para forzar un escándalo con el cual anular el partido y obligar a la repetición del mismo en una cancha neutral, inhabilitar al Estadio Maracaná o hasta descalificar a Brasil de la competición para darle a Chile el cupo al Mundial. 
Descubierta la verdad del incidente, la propia FIFA el 10 de septiembre de 1989 resolvió dar el partido por ganado a Brasil, multar a la Federación brasileña por el incidente y pasar los antecedentes al Comité disciplinario para esclarecer los hechos, mientras la revista argentina El Gráfico publicará poco después la foto tomada por Alfieri demostrando la falsedad de la "agresión".
El 12 de septiembre, Rojas, a través de una conferencia de prensa en el Hotel Sheraton Santiago ante medios nacionales e internacionales, perdona a quienes lo habrían agredido en compañía de Carlos Caszely, Augusto Schuster (padre del cantante Augusto Schuster Picó) y el relator Nicanor Molinare, quien tomó la palabra para declarar la total inocencia del arquero chileno. El mismo Rojas es citado a declarar a la sede la FIFA en Zúrich, no asistiendo por prescripción médica. Terminada la investigación de la FIFA y la Comisión Disciplinaria, el 25 de octubre da a conocer las sanciones: suspensión de Rojas de por vida para partidos internacionales y por tres meses para torneos locales.
Mientras tanto, en Chile una comisión investigadora integrada por abogados, dirigentes y médicos concluyó que Rojas se autoinfirió la herida y que la bengala no lo golpeó. El nuevo Presidente de la ANFP, Guillermo Weinstein, señaló que fueron víctimas de una estafa, mientras que Rojas insistió con su inocencia.Los medios de comunicación chilenos fueron cambiando progresivamente su duro enfoque inicial por una postura mucho más receptiva, hasta comenzar a asimilar el engaño.
Tras la apelación del arquero a su castigo, el 8 de diciembre de 1989 el Comité disciplinario de la FIFA resolvió que el arquero Roberto Rojas —de 32 años al momento de los hechos— quedaba prohibido de jugar en el fútbol profesional «a perpetuidad» (aunque en 2001 recibió una amnistía); también se dispuso que la Selección de Chile fuese excluida de jugar las Clasificatorias a la Copa Mundial de Fútbol de 1994 por infringir severamente los reglamentos, además de considerar al partido como ganado por Brasil para efectos oficiales. Además, fueron sancionados por la FIFA Sergio Stoppel, entonces Presidente de la FFCh; Orlando Aravena, entrenador; Fernando Astengo, defensor y subcapitán del equipo; Alejandro Koch, kinesiólogo; Nelson Maldonado, utilero y Daniel Rodríguez, médico, entre otros.
En diciembre de 1989, Abel Alonso asume como nuevo presidente de la ANFP, teniendo como meta lograr levantar el castigo de FIFA al fútbol chileno. En esa misión, se reunió incontables ocasiones con Aravena, Astengo y Rojas, tratando de determinar la verdad. En abril de 1990, Rojas le prometió a Alonso la entrega de una carta notarial contando su verdad, la cual nunca llegó. Aravena, Astengo y Maldonado, alertados por el hecho, le pidieron a Rojas escribir una carta en que Rojas los exculpara de los hechos. La carta fue redactada, sin embargo nunca fue firmada por Rojas.
En mayo de 1990, comenzaron rumores de que Rojas sería firmado por su exclub São Paulo como preparador de arqueros, lo que irritó al entrenador Orlando Aravena. Fue el entrenador, junto a Astengo y Nelson Maldonado, quienes concurrieron durante la noche del 22 de mayo de 1990 a los estudios de Radio Nacional, donde junto a Milton Millas y Marco Antonio Cumsille, sostuvieron un diálogo, el cual sale al aire el día siguiente en la emisión del programa Más Deporte, emplazando a Rojas a decir la verdad del hecho. Durante la tarde del jueves 24 de mayo de 1990, Rojas acudió a la oficina de su abogado Néstor Gutiérrez en el Paseo Bulnes, quien le señaló que estaba obligado a contestar el emplazamiento. Rojas se quiebra emocionalmente y comenzó a sollozar, confesando por primera vez haberse autoinferido la herida. En la noche reunió a sus familiares en el dormitorio de su casa para contarles la verdad, mientras que después le dijo lo mismo a dos periodistas amigos que fueron a visitarlo. A la mañana siguiente, luego de que mediante el SIFUP se informara de una conferencia de prensa de Rojas que luego se descartó, y tras negociar con el diario La Tercera, confesaría en una entrevista el hecho.
Rojas confesó haber cortado su propio rostro con una cuchilla de afeitar oculta en su guante para simular un ataque de los hinchas brasileños; semejante acto respondía a un plan orientado a conseguir la programación de un nuevo partido definitorio en cancha neutral. El 26 de mayo de 1990, Roberto Rojas declaró: 

Me corté con una gillette y la farsa se descubrió. Fue un corte a mi dignidad. Tuve problemas en mi casa con mi mujer, mis compañeros me dieron la espalda..., pero si yo hubiera sido argentino, uruguayo o brasileño no estaría suspendido, pero como soy chileno no me dieron la posibilidad de reivindicarme.

En el libro Historias Secretas del Fútbol Chileno 2, algunos seleccionados indicaron off the record que:

La idea original era que Rojas cortara a Astengo, quien iba a buscar todas las pelotas atrás del arco de Rojas para que le llegara un piedrazo... Cuando Rojas cayó, Astengo le metió la uña del pulgar derecho en la herida. Jorge Aravena entró con pilas brasileñas para pretextar que se las habían lanzado y Hugo González con una lima que arrancó del cortauñas... El que cambió de la pierna al guante el bisturí envuelto en tela adhesiva fue Alejandro Koch... Algunos de los jugadores que no sabían la verdad la supieron en el vuelo de regreso. El día del partido habíamos almorzado antes del mediodía, estuvimos como 12 horas sin alimentos, y en el avión de regreso sólo había para picar y whisky. Con el estómago vacío, el alcohol hace efecto más rápido. Patricio Yáñez  es uno de los que más ha criticado a Rojas, y esa madrugada le entregó a José Amigo, el vocero de Roberto, una guitarra devuelta por el brasileño Silas a María de los Ángeles (esposa de Rojas en ese momento). El Pato lo calmó en ese momento, diciendo que Rojas estaba bien. Yañez no se acuerda porque había bebido... Todos los que iban a visitar a Rojas a la casa, entre ellos el cuerpo técnico y médico, le decían que tenía que aguantar, mantenerse firme...

Mientras que Jaime Ramírez, quien formaba parte de la Selección chilena en esos tiempos, declaró:

Estuve en la mesa de Pinto Durán en la que no debí estar, en la que se conversó el tema. Uno de los presentes era Roberto (Rojas), pero no daré más nombres. Yo tenía 21 años y había otros jugadores de renombre y un representante que decía que el partido con Brasil era de alto riesgo. Yo pensaba que cómo iban a hacer eso, con el encuentro transmitido por TV. No sabía si irme o seguir en la mesa. Pero cuando vi a Roberto sangrando en el camarín, creí de verdad que le había pegado la bengala. Orlando (Aravena, el técnico) no sabía de esto, y además tenía muchas peleas con Rojas. Aparte, el grupo estaba muy dividido.

Tras la entrevista, Rojas se refugió en Villarrica, donde eludió las cámaras de televisión que querían confrontar su versión.
En 2013, Fernando Astengo indicó que habían más involucrados en el incidente, entre ellos algunos jugadores; sin embargo, no dio nombres.Se señaló que Astengo y Rojas tenían una mala relación desde que eran compañeros en Colo-Colo en 1986.El periodista Max Walter Kautz aseguró que el entrenador Aravena había autorizado el uso de drogas en el plantel, más específicamente de cocaína, lo cual fue rechazado por Héctor Puebla.
En marzo de 2024, luego del fallecimiento de Orlando Aravena, el mismo Astengo indicó que «(Orlando Aravena) no tuvo ninguna responsabilidad, te lo puedo asegurar. No tuvo nada que ver. Fue una idea de un psicópata que apareció en la vida de Don Orlando y le truncó la carrera, tanto a él como a mí, pero Don Orlando tuvo una carrera espectacular». Respondiendo al emplazamiento, el exarquero reveló: «Aravena no tuvo responsabilidad. Cada uno tiene la conciencia de lo que realizó en ese momento. Algunos asumieron, y otros no, su responsabilidad (...) Yo la asumí, pedí disculpas, otros no. Quien soy yo para decirle algo».Patricio Yáñez y Milton Millas también descartaron responsabilidad del técnico en la trama.
El 2 de abril de 1997, durante un partido válido por las Clasificatorias mundialistas para Francia 1998 entre las Selecciones de Bolivia y Argentina en La Paz, ocurrieron incidentes que tuvieron como principal protagonista a Julio Cruz, delantero argentino. Todo comenzó tras un cabezazo del portero Ignacio Carlos González, por la espalda, al delantero boliviano Demetrio Angola luego de que el jugador argentino Gustavo Zapata fuera expulsado e intentara agredir a Angola. En medio de este ambiente tenso, a Cruz, tras recoger un balón e insultar al personal técnico boliviano, el chofer de la Selección boliviana lo agredió con un puñetazo en el pómulo derecho, luego fue retirado de la cancha, donde no se le aprecia ninguna lesión. Luego en el camarín argentino, el técnico Daniel Passarella permitió ingresar a los medios, apareciendo Cruz con sangre por una herida en el pómulo izquierdo. Cruz nunca ha aclarado cómo pudo ocurrir ese hecho tan extraño alegando que ya «es pasado». Este incidente trajo a la memoria el Maracanazo, aunque los argentinos nunca reclamaron los puntos, por temor al antecedente chileno y por consiguiente no hubo sanción alguna a quienes protagonizaron este hecho.

## Cultura actual
- En mayo de 2025 durante el Festival de Cannes se anuncia la firma de acuerdo para realizar la película Simulacro, una coproducción chileno-suiza dirigida por Juan Ignacio Sabatini y protagonizada por Benjamín Vicuña, en donde el actor chileno encarnará al periodista chileno Luis Urrutia O'Nell durante su investigación del escándalo.[39]Roberto Rojas señaló no estar de acuerdo con la realización del film.[40]